# Día de la provincia de Almería
El Día de la provincia de Almería se celebra anualmente desde el año 1998 en conmemoración de la declaración realizada el 15 de noviembre de 1835 por la reina Isabel II de España que daría lugar a la creación de la Diputación de Almería (España).

## Historia
Los primeros actos comenzaron a realizarse en 1998, pero no se entregaron medallas ni tenían el actual formato de premios, que comenzó a realizarse en el año 2.009, aunque en el año 2.000 se entregó la primera Medalla de Oro de la Provincia. Cada año va rotando un municipio que acoge el día en el que se realiza la ceremonia de entrega de medallas que reconocen los valores como la solidaridad, la innovación y el amor por la tierra, esfuerzo y trabajo realizado por ciudadanos y entidades que repercuten positivamente en la sociedad provincial. El formato es el de 4 medallas: Oro, Social, Cultura y Deporte.
- 2024: Celebrado en Gérgal el 17 de noviembre en el Centro de Interpretación Astrofísica Calar Alto. Premiados, que este año incluye como novedad la categoría de Agricultura:[4][5]
  - Medalla de Oro de la Provincia: José María Rossell, fundador del grupo Senator Hotels & Resorts
  - Medalla de la Agricultura (novedad en 2024): Coexphal, la Asociación de Organizaciones de Productores de Frutas y Hortalizas de Almería
  - Medalla de lo Social: Policía Nacional, en su 200 aniversario
  - Medalla de la Cultura: Ayuntamiento de Antas, por la puesta en valor de la Cultura Argárica
  - Medalla del Deporte: Anastasiya Dmytriv, medallista en los Juegos Paralímpicos de París 2024

- 2023: Celebrado en Pulpí. Relación de premiados:[6]
  - Medalla de Oro de la Provincia: Luis Rogelio Rodríguez-Comendador, Juan Carlos Usero López y Gabriel Amat Ayllón.
  - Medalla de lo Social: Hermanitas de los Ancianos Desamparados.
  - Medalla de la Cultura: Museos de Terque.
  - Medalla del Deporte: Fundación Maavi.

- 2022: Celebrado en Los Gallardos. Relación de premiados:[7][8]
  - Medalla de Oro de la Provincia: Carlos Herrera.
  - Medalla de lo Social: Joaquín Fernández.
  - Medalla de la Cultura: José Guirao.
  - Medalla del Deporte: La Desértica.

- 2020 y 2021 : Celebrado en Purchena.  Relación de premiados:[9][10]
  - Medalla de Oro de la Provincia: Hospitales de la Provincia de Almería y el periodista José Luis Martínez.
  - Medalla de lo Social: Teléfono de la Esperanza y Colegio Oficial de Farmacéuticos de Almería.
  - Medalla de la Cultura: Festival de Flamenco de Fondón y Auto Sacramental de los Reyes Magos de Los Gallardos.
  - Medalla del Deporte: URA (Unión Rugby Almería) y Club Baloncesto Almería.

- 2019: Celebrado en Alcóntar. Se entregaron los siguientes premios:
  - Medalla de Oro de la Provincia: Fernando Brea, exteniente fiscal.
  - Medalla de lo Social: Asociación Verdiblanca.
  - Medalla de la Cultura: Asafal.
  - Medalla del Deporte: la UDA Femenino.

- 2018: Celebrado en Vícar. Se entregaron los siguientes premios:[11]
  - Medalla de Oro de la Provincia: Fausto Romero-Miura Giménez.
  - Medalla de lo Social: Movimiento por la Paz.
  - Medalla de la Cultura: Andrés García Ibáñez.
  - Medalla del Deporte: Pablo Jaramillo.

- 2017: Celebrado en Roquetas de Mar. Relación de premiados:[12]
  - Medalla de Oro de la Provincia: Carlos Pérez Siquier, fotógrafo.
  - Medalla de lo Social:  equipo humano de Salvamento Marítimo.
  - Medalla de la Cultura: grupo musical Los Puntos.
  - Medalla del Deporte: Víctor Fernández, campeón del mundo de Windsurf.

- 2016: Celebrado en Níjar en noviembre. Se entregaron los siguientes premios:[13]
  - Medalla de Oro: Miguel Ángel Arráez, neurocirujano.
  - Medalla de la Cultura: Eduardo Fajardo, actor.
  - Medalla de lo Social: Jesús Peregrín, Fundación Jesús Peregrín.
  - Medalla del Deporte: Jairo Ruiz, bronce de Triatlón en los Juegos Paralímpicos de Río de Janeiro 2016.

- 2012: Celebrado en Macael en noviembre. Se entregaron los siguientes premios:
  - Medalla de Oro: Cajamar.
  - Medalla de la Cultura: Manolo Escobar.
  - Medalla del Deporte: Carmen Martín Berenguer (jugadora de balonmano).
  - Medalla de lo Social: Banco de Alimentos de Almería.

- 2011: Se celebró en La Mojonera. Se entregaron los siguientes premios:
  - Medalla de Oro: Francisco Martínez-Cosentino Just, presidente del Grupo Cosentino.
  - Medalla de la Cultura: el guitarrista Tomatito.
  - Medalla del Deporte: Juan José Salvador, exjugador de balonvolea.
  - Medalla de lo Social: Ana Mazón, 6 presidenta de Proyecto Hombre Almería.

- 2010: El Día de la Provincia se celebró este año en Almería el domingo 21 de noviembre, siendo presididos los actos por el entonces Presidente de la Diputación provincial, don Juan Carlos Usero López. El acto institucional y la entrega de medallas tuvieron lugar a las 12 de la mañana en el Patio de Luces de la Institución. Se entregaron los siguientes premios:[14][15]
  - Medalla de Oro de la Provincia: a título póstumo, a don José Luis Cruz Amario, alcalde de Vélez-Rubio, recogida por su viuda; y también a título póstumo a don José Manuel Gómez Angulo, médico galardonado en la edición de 2009, recogida por su hija.
  - Medalla de la Cultura: a la Asociación de Amigos de la Alcazaba, recogida por su presidenta, doña Teresa Pérez.
  - Medalla del Deporte: a las Escuelas deportivas de El Ejido, recogida por su concejal don Bernardo Jiménez.
  - Medalla de lo Social: a la Brigada de la Legión Rey Alfonso XIII, con sede en Viator.

- 2009: Edición celebrada en Aguadulce (Roquetas de Mar). Relación de premiados:
  - Medalla de Oro: don José Manuel Gómez Angulo.
  - Medalla del Deporte: El árbitro David Fernández Borbalán y el periodista deportivo Ángel Acién.
  - Medalla de lo Social: Cristo de la Luz de Dalías.

- 2000: Edición celebrada en Ohanes. Se entrega una medalla:
  - Medalla de Oro de la Provincia: José Ángel Valente.

- 1999: Zurgena.

- 1998: Primera edición celebrada en Sorbas.